# Liste von Adressbüchern
Diese Liste enthält Artikel über Adressbücher.

## Regionale Einwohneradressbücher
- Berliner Adreßbuch, 1798–1970
- Hamburger Adressbuch
- Adressbuch der Stadt Hannover
- Karlsruher Adressbuch
- Prager Adressbuch, 1847–1937

## Branchenadressbücher
Allgemein
- Deutsches Reichs-Adressbuch für Industrie, Gewerbe und Handel, um 1895–um 1944
- Reichs-Branchen-Adressbuch
- Adressbuch von Österreich für Industrie, Handel, Gewerbe und Landwirtschaft,

Einzelne Branchen
- Adressbuch des Buchhandels in Berlin und Brandenburg
- Deutsches Krankenhaus Adressbuch
- Offizielles Spediteur-Adressbuch, 1950–2017
- Sperlings Zeitschriften-Adressbuch, 1902–1947

## Weitere Adressbücher
(auch digitale Programme)
- Apple Adressbuch
- Windows-Adressbuch